# Кривда Наталія Юріївна
Наталія Юріївна Кривда (нар. 25 липня 1966) — докторка філософських наук, професорка кафедри української філософії та культури Київського Національного університету імені Тараса Шевченка, сучасна українська філософиня та публічна інтелектуалка. Академічна директорка МВА програм Edinburgh Business School at House of Knowledge. Спеціалізується на темах історії культури, історії міфології, проблемах ідентичності та культурної пам'яті.
Голова Українського культурного фонду (з 6 березня 2024 року).

## Життєпис
Народилась у Києві. У 1983 закінчила з відзнакою спеціалізовану школу № 77 (зараз Кловський ліцей № 77).

#### Освіта
1988 закінчила з відзнакою філософський факультет Київського Національного університету імені Тараса Шевченка.
1992 захистила кандидатську дисертацію на кафедрі етики, естетики та теорії культури Київського Національного університету імені Тараса Шевченка на тему  «Самореалізація особистості митця у творчому процесі».
2009 — захистила дисертацію на тему «Українська діаспора: досвід культуротворення» та отримала ступінь доктора філософських наук.
з 2010 — професорка кафедри української філософії та культури, Київський Національний університет імені Тараса Шевченка.
2015 отримала сертифікати MBA в Edinburgh Business School з курсів «Лідерство», «Організаційна поведінка», «Переговори».

#### Науково-дослідницька діяльність
Має 25 років викладацького та науково-дослідницького досвіду в області історії культури, історії міфології, філософії культури в Київському національному університеті імені Тараса Шевченка.
У 2003, 2005, 2007 була названа кращим викладачем філософського факультету. Авторка монографій, підручників, понад 100 наукових статей і навчально-методичних програм.
З 2009 року — академічна директорка МВА програм Edinburgh Business-school at House of Knowledge. Разом з командою була відповідальна за запуск всіх сфер академічної  і ділової активності MBA програми Единбурзької бізнес-школи в Східній Європі.

#### Громадська діяльність
З 2014 р — волонтерка, головна експертка групи Культура Реанімаційного Пакету Реформ, З 2018 — експертка Українського культурного фонду. Оцінює проєкти в різних програмах та секторах Фонду.

## Державні нагороди
У 2014 році була нагороджена орденом Княгині Ольги III ступеня.
У 2015 році лауреатка міжнародної премії «Жінка третього тисячоліття» в номінації Рейтинг.

## Праці

#### Сутнісні публікації
1. Кривда Н. Ю. До проблеми визначення національної ідентичності в умовах глобалізації / Гілея: науковий вісник. Збірник науковий праць / Гол.ред.: В. М. Вашкевич. — К.: ВІР УАН, 2013. — Випуск 70 (№ 3). — С.376-381.
2. Кривда Н. Ю. Колективна пам'ять як чинник формування групової ідентичності / Філософські обрії: Наук.-теорет. журн. / Ін-т філософії імені Г. С. Сковороди HAH України, Полтав. нац. пед. ун-т імені В. Г. Короленка. — Вип. 41. — К. ; Полтава, 2019. — с. 60-77.
3. Кривда Н. Ю. Культурна дипломатія та стратегії культурного розвитку // Політика культурної дипломатії: стратегічні пріоритети для України: зб. наук.- експерт. матеріалів / за заг. ред. О. П. Розумної, Т. В. Черненко — К.: НІСД, 2016. — c.63-66.
4. Кривда Н. Ю. Українська ідентичність як світоглядний конструкт // Науковий вісник НУБіП України. Гуманітарні студії — К.: НУБіП України, 2017. — № 274. — с.109-123.
5. Кривда Н. Ю. Конструювання української ідентичності: виклики комеморації // Українські культурологічні студії: зб. наук. праць / за заг. ред. А. Є. Конверського — Київський нац. ун-т імені Тараса Шевченка. — No 1(2)/2018 — ВПЦ «Київський університет», 2018. — с. 15-20.
6. Kryvda, N., Storozhuk Sv., Hoyan I., Fedyk O. Worldview And Ideological Priorities Of Modern Society: Ukrainian And Euro-Atlantic Context [Архівовано 13 липня 2020 у Wayback Machine.] // Ideology and Education in Post-Soviet Countries―Issue № 2(13), 2019, Politics Journal
7. Кривда Н. Ю., Сторожук Св. В. Культурна ідентичність як основа колективної єдності / International Journal of Innovative Technologies in Social Science, 4(8), Vol.2, June 2018
8. Kryvda N., Osadcha L., Under The Pressure Of Tradition: Cultural Memory In Ukraine [Архівовано 7 квітня 2020 у Wayback Machine.] / European philosophical and historical discourse, 2017, Volume 3, Issue 2
9. Кривда Н. Ю., Осадча Л. В. Гендерна генеологія читання як культурної практики [Архівовано 7 квітня 2020 у Wayback Machine.] / Антропологічні виміри філософських досліджень, 2017. — № 11 — С.84-92. (Web of Science)
10. Кривда Н. Ю. Міф про Європу, міф про кордон [Архівовано 7 квітня 2020 у Wayback Machine.]
11. Кривда Н. Ю. Естетичні позиції української діаспори // Історія української естетичної думки: монографія Історія української естетичної думки: монографія / за ред. проф. В. А. Личковаха. — Київ: Центр учбової літератури, 2013. — с. 258—299.
12. Kryvda N. Yu. The role of memory in the process of constructing Ukrainian identity // Development and modernization of social sciences: experience of Poland and prospects of Ukraine: Collective monograph. Lublin: Izdevnieciba «Baltija Publishing», 2017. — p. 129—150.
13. Кривда Н. Ю. Розділ IV. Слов'янський культурний простір, // Культурологія: підручник для студентів вищих навчальних закладів: підручник. / кол.авторів; за ред. А. Є. Конверського.- Харків: Фоліо, 2013. — с. 662—714.
14. Кривда Н. Ю. Розділ V. Українська культура в європейському контексті // Культурологія: підручник для студентів вищих навчальних закладів: підручник. / кол.авторів; за ред. А. Є. Конверського.- Харків: Фоліо, 2013. — с. 715—776.
15. Kryvda N. Yu. Ukrainian culture in the European context: study guide. (Українська культура в європейському контексті: навчальний посібник) // К.: Оперативна дільниця оперативної поліграфії філософського факультету, 2017. — 70 с.
16. Kryvda, N. ““UKRAINE’S GLORY HAS NOT YET DIED, NOR HER FREEDOM HAS” (TO THE QUESTION OF THE UKRAINIAN STATEHOOD ‘RENAISSANCE’)”. Filosofska Dumka, no. 3, Sept. 2021, pp. 79–91, doi:10.15407/fd2021.03.079

#### Відеозаписи лекцій
- Поняття культури
- Культура Київської Русі
- Софіївський собор
- Передвідродження XIII-XV століть [Архівовано 25 березня 2022 у Wayback Machine.]
- Передвідродження XV
- XVI століття
- Українське бароко

##### Братський рух
- лекція 1
- лекція 2